# Dianthus acicularis
Dianthus acicularis là loài thực vật có hoa thuộc họ Cẩm chướng. Loài này được Fisch. ex Ledeb. mô tả khoa học đầu tiên năm 1842.